# Imaginära enheten

Imaginära enheten i det komplexa talplanet. Reella tal hamnar på den horisontella axeln, imaginära tal på den vertikala axeln.

Imaginära enheten, vanligtvis betecknad "i" eller "j", är ett tal som vanligtvis definieras genom identiteten
{\displaystyle \mathrm {i} ^{2}=-1}
Multipler av den imaginära enheten kallas imaginära tal. Summan av ett reellt och ett imaginärt tal blir ett komplext tal. Således utgör definitionen av den imaginära enheten grunden för den gren av matematiken som kallas komplex analys.

## Korrekt användning
| … (mönstret från det blå området upprepas)        |
| {\displaystyle \mathrm {i} ^{-4}=1\,}             |
| {\displaystyle \mathrm {i} ^{-3}=\mathrm {i} \,}  |
| {\displaystyle \mathrm {i} ^{-2}=-1\,}            |
| {\displaystyle \mathrm {i} ^{-1}=-\mathrm {i} \,} |
| {\displaystyle \mathrm {i} ^{0}=1\,}              |
| {\displaystyle \mathrm {i} ^{1}=\mathrm {i} \,}   |
| {\displaystyle \mathrm {i} ^{2}=-1\,}             |
| {\displaystyle \mathrm {i} ^{3}=-\mathrm {i} \,}  |
| {\displaystyle \mathrm {i} ^{4}=1\,}              |
| {\displaystyle \mathrm {i} ^{5}=i\,}              |
| {\displaystyle \mathrm {i} ^{6}=-1\,}             |
| {\displaystyle \mathrm {i} ^{7}=-\mathrm {i} \,}  |
| … (mönstret från det blå området upprepas)        |

Potenser av i kan alltid reduceras till ±1 eller ±i
I vissa texter förekommer beteckningen {\displaystyle \scriptstyle {\sqrt {-1}}} för i. Denna beteckning kan leda till missförstånd då √ kan beteckna antingen den reella kvadratrotsfunktionen, definierad endast för reella x ≥ 0, eller principalgrenen av den komplexa kvadratrotsfunktionen.
Om man försöker använda räknereglerna för den reella kvadratrotsfunktionen får man lätt felaktiga resultat:
{\displaystyle -1=\mathrm {i} \cdot \mathrm {i} ={\sqrt {-1}}\cdot {\sqrt {-1}}={\sqrt {(-1)\cdot (-1)}}={\sqrt {1}}=1}
Det felaktiga resultatet kommer av att √ab = √a · √b endast gäller för reella, icke-negativa tal. Problemet undviks genom att använda beteckningar som {\displaystyle \scriptstyle \mathrm {i} {\sqrt {5}}} istället för {\displaystyle \scriptstyle {\sqrt {-5}}}.

### Fakultet
En fakultet av den imaginära enheten i är oftast angiven i form av gammafunktionen bedömd vid 1 + i:
{\displaystyle \mathrm {i} !=\Gamma (1+\mathrm {i} )\approx 0.4980-0.1549\mathrm {i} .}
Även,
{\displaystyle |\mathrm {i} !|={\sqrt {\pi  \over \sinh \pi }}}

## Alternativ beteckning
Då i inom ellära och elektroteknik är vanlig som beteckning för ström, används ofta j som beteckning för den imaginära enheten inom dessa områden.